# Mutación (voz)
Mutación, la muda de la voz, cambio de voz o engrosamiento de la voz es la fase de la adolescencia en la cual la voz de los niños cambia notablemente.
La mutación puede ocurrir en las niñas entre los 13 y 14 años, con una media a los 12.5 años y en los niños entre los 11 y 15 años, con un media rondando los 14.5 años.
La diferencia entre la voz de niño y la de varón es comúnmente de una octava, mientras que la diferencia entre niña y mujer, hasta una tercera aproximadamente.
Se sabe que en los hombres, la mutación de la voz está relacionada al desarrollo de los testículos debido a la producción hormonal de la testosterona. Por ello, desde el siglo XVI, había niños que eran castrados con el fin de preservar su voz soprano para los cantos de los coros. La voz de los varones que son castrados antes de la mutación, no cambia. Dichos cantantes son conocidos como castrati.